# Wyspa Piotra I
Wyspa Piotra I (norw. Peter I Øy, Peter 1.s øy) – antarktyczna wyspa pochodzenia wulkanicznego na Morzu Bellingshausena, położona około 430 km od wybrzeży Antarktydy Zachodniej. Współrzędne geograficzne: 68°51′S 90°35′W/-68,850000 -90,583333. Jej powierzchnia wynosi 249,2 km², natomiast długość 18 km. Jest to wyspa wulkaniczna, przez dużą część roku otoczona lodem morskim, górzysta i pokryta lodowcami. Najwyższy szczyt wyspy to wulkan Lars Christensentoppen, który osiąga 1753 m n.p.m.
Wyspa została odkryta w 1821 przez rosyjskiego żeglarza Fabiana Bellingshausena. Została nazwana na cześć cara Rosji Piotra I. Pierwszego lądowania na wyspie dokonali w 1929 Norwegowie Nils Larsen i Ola Olstad, których wyprawa na „Norwegii” finansowana była przez Larsa Christensena. Wyspa ma brzegi urwiste i trudno dostępne, co uniemożliwiło zaplanowaną przez Norwegów budowę bazy wielorybniczej i polarnej stacji badawczej przez Japończyków podczas Międzynarodowego Roku Geofizycznego w latach 1957–1958.
Do Wyspy Piotra I prawa rości sobie Norwegia.

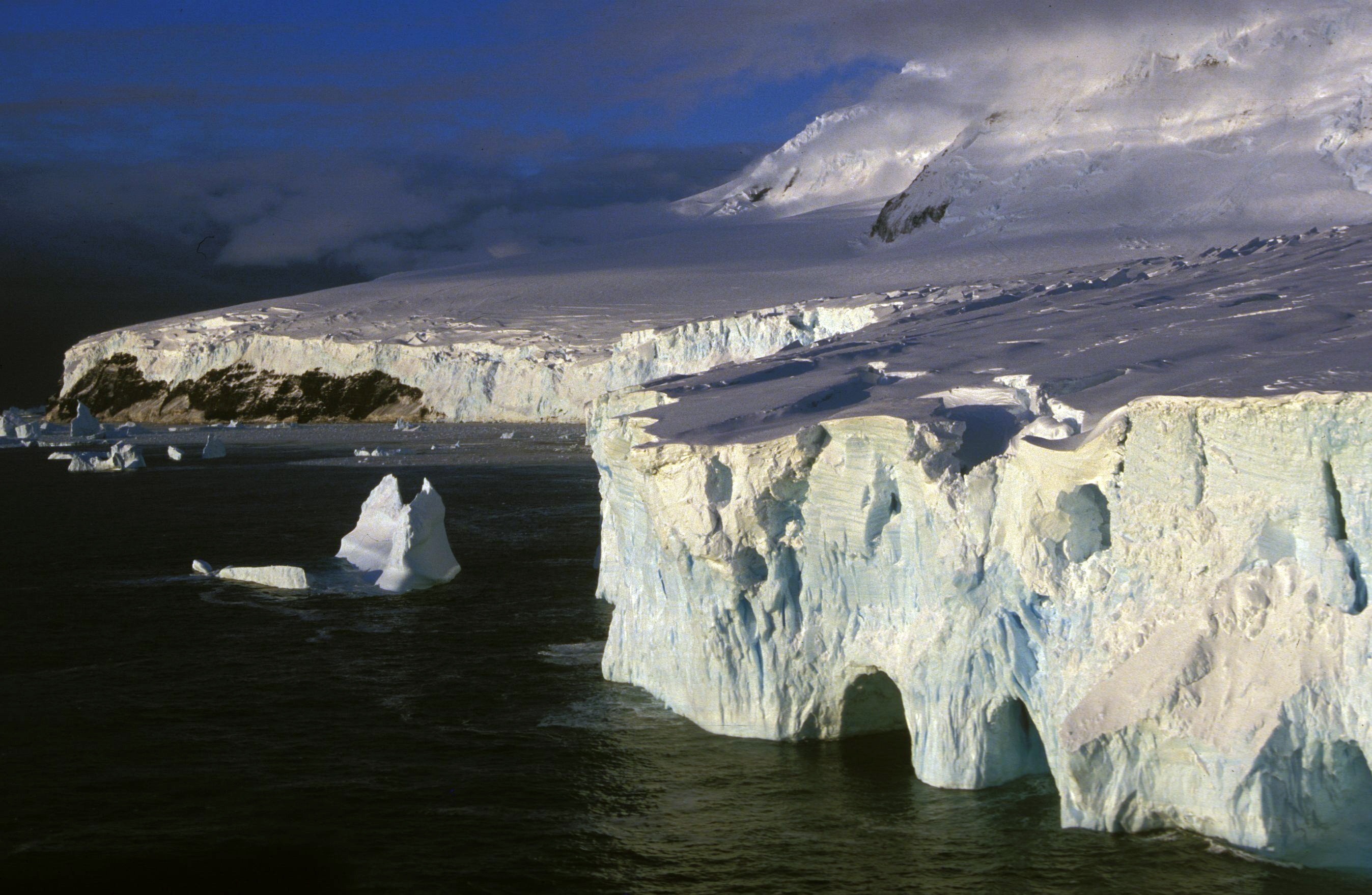
Wybrzeże wyspy w 1994